# NGC 233
NGC 233 è una galassia ellittica situata nella costellazione di Andromeda.

## Scoperta
NGC 233 è stata scoperta l'11 settembre 1784 dall'astronomo britannico di origine tedesca William Herschel.